# Sven Roes
Pour les articles homonymes, voir Roes.
Sven Roes est un patineur de vitesse sur piste courte néerlandais.

## Biographie
Il remporte les championnats nationaux néerlandais en 2020.
Il participe aux épreuves de patinage de vitesse sur piste courte aux Jeux olympiques de 2022 sur le 1500 mètres.